# Universitetet for miljø- og biovitenskap
Norges miljø- og biovitenskapelige universitet (eng.: Norwegian University of Life Sciences) er et universitet beliggende i Ås, Akerhus og delvis i Oslo, Norge. Universitetet blev grundlagt som landbohøjskole i 1859, blev et videnskabeligt university college i 1887 og fik status af universitet i 2005. Frem til da var navnet Norges landbrukshøgskole (NLH). I 2014 blev Universitetet for miljø- og biovitenskap (UMB) i Ås og veterinær højskole (NVH) i Oslo fusioneret ind NMBU.